# Казуари
Казуарите (Casuarius) са птици от разред Казуароподобни (Casuariiformes). Името им произлиза от индонезийската дума „казуари“, която в превод означава „рогата птица“, заради костния израстък на главата на казуара. Обитава тропическите гори на остров Нова Гвинея и няколко съседни острова. Счита се за втората най-едра птица на Земята след африканския щраус.

## Особености
Интересното при казуарите, което ги различава от другите казуароподобни, е яркосинята шия и торбичката под клюна, която най-често е червена. Освен това птицата живее в екваториални гори, което не е типично за други птици от този разред. Прехранват се с плодове, семена, а също и с насекоми, жаби и змии.
Оперението на птицата е черно, като се изключи разбира се шията. Характерен за казуарите е наподобяващият рог костен израстък на главата. Той обикновено е широк и наподобява шлем, което е дало и името на най-едрия от подвидовете казуари – шлемоносият казуар, при който този израстък е с по-големи размери в сравнение с този на останалите 2 вида. Все още не е изяснено за какво служи образуванието.

## Видове и ареал
Съществуват 3 вида казуари:
- Южен казуар (Шлемонос казуар, Casuarius casuarius) – най-едрият от трите вида. Възрастните индивиди достигат 1,6 м. височина и тегло до 90 кг. Обитават Нова Гвинея и индонезийските острови Ару, Серам и Халмахера.
- Северен казуар (Оранжевошиест казуар, Casuarius unappendiculatus) – името му идва от оранжевия пръстен около шията. Обитава горите на Нова Гвинея. Достига височина 1,4 м и тегло около 70 кг.
- Казуар-джудже (Casuarius bennetti) – това е най-малкият вид казуари. Достига височина около 1 м и тегло 45 кг. Разпространен е в Нова Гвинея, на съседния остров Нова Британия и в части от североизточна Австралия.
- †Casuarius lydekki

## Размножаване
Все още не е известно с точност колко дни след снасянето на яйцата се излюпват малките казуари. Причина за малкото ни познания за тази птица е фактът, че тя е слабо изследвана в естествената си среда. Известно е обаче, че продължителността на живота обикновено е около 40 – 50 години.
Преди размножаването двете птици изпълняват брачен танц, който е особено зрелищен при мъжката птица. Движенията наподобяват на тези при щраусите, с широко разперване на крилата, издуване на червената торбичка под клюна и т.н.